# Peter Birrell
Pete Birrell, född 9 maj 1941 i Manchester, är en brittisk före detta musiker i popbandet, Freddie and the Dreamers, som hade ett antal listettor mellan 1963 och 1964. Han spelade bas. 
Efter att bandet bröt upp började Birrell arbeta som taxichaufför.